# Хиябани, Джавад
Джава́д Хиябани́ (перс. جواد خیابانی‎ / Javâd Xiyâbâni; 17 ноября 1966 года, Кередж, Шаханшахское Государство Иран) — иранский футбольный комментатор и телеведущий, журналист. Один из самых известных и популярных футбольных комментаторов в Иране. 
Родился 17 ноября 1966 года в крупном городе Кередж, который является городом-спутником Тегерана. Его родители родом из города Тебриз на северо-западе Ирана. Окончил Университет учителей имени Шахида Раджаи в Тегеране. Начал работать в иранском телевидении с 1990-х годов. Является одним из основных футбольных комментаторов и телеведущий в спортивных телеканалах IRIB Varzesh и IRIB TV3.